# Worms World Party
Worms World Party és un videojoc d'artilleria, que és del tipus d'estratègia per torns. Fou desenvolupat per Team17 com el setè joc de la saga Worms, i lliurat en 2001. Fou l'últim joc Womrs en 2D abans de l'entrada de la sèrie en els 3D, començant amb Worms 3D.
Hi ha un pla per fer Worms Armageddon i Worms World Party compatibles quan Worms Armageddon arribe a la seua versió 4.0. Com el desenvolupament de nous pegats (patches) per a WA és força lent, pot prendre força temps fins que la compatibilitat succeïsca alguna vegada.